# Squeeze out
Squeeze out è un termine inglese che indica il diritto di acquisto coatto da parte dell'offerente sulle azioni residue a seguito a una precedente offerta pubblica di acquisto (OPA) totalitaria. Questo diritto è regolamentato da un istituto giuridico che ne indica condizioni e modalità.
In particolare, l'ordinamento italiano presieduto dalla CONSOB prevede che, in seguito alla promozione di un'offerta pubblica di acquisto totalitaria che conduce alla detenzione di almeno il 95% del capitale rappresentato da titoli in una società quotata, si presenta il diritto da parte dell'offerente di acquistare i titoli residui entro tre mesi dalla scadenza del termine per l'accettazione dell'offerta, se ha dichiarato nel documento d'offerta l'intenzione di avvalersi di tale diritto. Qualora siano emesse più categorie di titoli, il diritto di acquisto può essere esercitato soltanto per le categorie di titoli per le quali sia stata raggiunta la soglia del 95%.
Lo squeeze out, ovvero il diritto di acquisto (art. 111 comma 1 del TUF) non fa confuso col l'obbligo di acquisto (art. 108 comma 1 del TUF), dove l'offerente che ha effettuato la scalata fino al raggiungimento del 95% ha l'obbligo (non il diritto) di acquistare i restanti titoli da chi ne faccia richiesta.
Il prezzo di cessione deve essere determinato come da regolamentazione finanziaria. Si configurano così tre possibilità:
- Nel caso in cui la soglia del 95% sia raggiunta in seguito ad un'offerta pubblica di acquisto totalitaria, il corrispettivo è pari a quello dell'offerta.
- In caso di offerta volontaria, il corrispettivo è pari a quello dell'offerta pubblica totalitaria precedente. Sempre che l'offerente abbia acquistato, tramite offerta pubblica di acquisto, almeno il 90% del capitale con diritto di voto.
- Al di fuori di questi casi, il corrispettivo è determinato dalla CONSOB, tenendo conto del corrispettivo dell'eventuale offerta pubblica di acquisto precedente e/o del prezzo di mercato dello strumento finanziario in questione nei sei mesi precedenti all'annuncio dell'offerta pubblica di acquisto.

La disciplina, così strutturata, è riconosciuta in molti ordinamenti ai fini di tutela dell'offerente, che può essere agevolato dal possesso della totalità delle azioni. Si ravvisa comunque anche una tutela per le minoranze offrendo loro la possibilità di uscita dall'investimento ad un corrispettivo equo.